# Stade Omnisports de Malouzini
El Stade Omnisports de Iconi-Malouzini es un recinto deportivo ubicado en el municipio de Iconi, en la ciudad de Moroni en las Comoras, África. Es propiedad del gobierno de las Comoras a través del Ministerio de Deportes y Juventud. Este complejo deportivo, actualmente el mayor estadio de las Comoras, puede albergar partidos de fútbol y atletismo.
El estadio acoge los partidos de la Selección de fútbol de Comoras desde 2019, que hasta entonces se disputaban en el Estadio Said Mohamed Cheikh de Mitsamiouli inaugurado en 2007.

## Historia
El proyecto de construcción de este estadio polideportivo se remonta a 1990 por iniciativa del expresidente de la República de Comoras Saïd Mohamed Djohar, cuando se colocó una “primera piedra” simbólica. Pero este proyecto no vio la luz hasta 2016, cuando se firmó una colaboración entre el gobierno de Comoras y China. La construcción del proyecto comenzó oficialmente el 21 de mayo de 2016, con la colocación de una nueva piedra colocada esta vez por el presidente Ikililou Dhoinine. La construcción se le encargo a la empresa Shanghai Construction Groupe (SCG).
El estadio inaugurado el 26 de mayo de 2019 cuenta con una capacidad de 10.726 asientos y está compuesto por 4 gradas de las cuales solo la tribuna principal está cubierta, esta posee 3.726 asientos, incluidos 300 asientos VIP. El estadio cuenta con un campo de fútbol sobre césped natural y una pista de atletismo con 8 calles de 400 metros, el complejo está equipado para otras disciplinas deportivas como las prácticas de salto, posee también un campo adicional de césped sintético dedicado al entrenamiento de actividades diversas.

## Imágenes

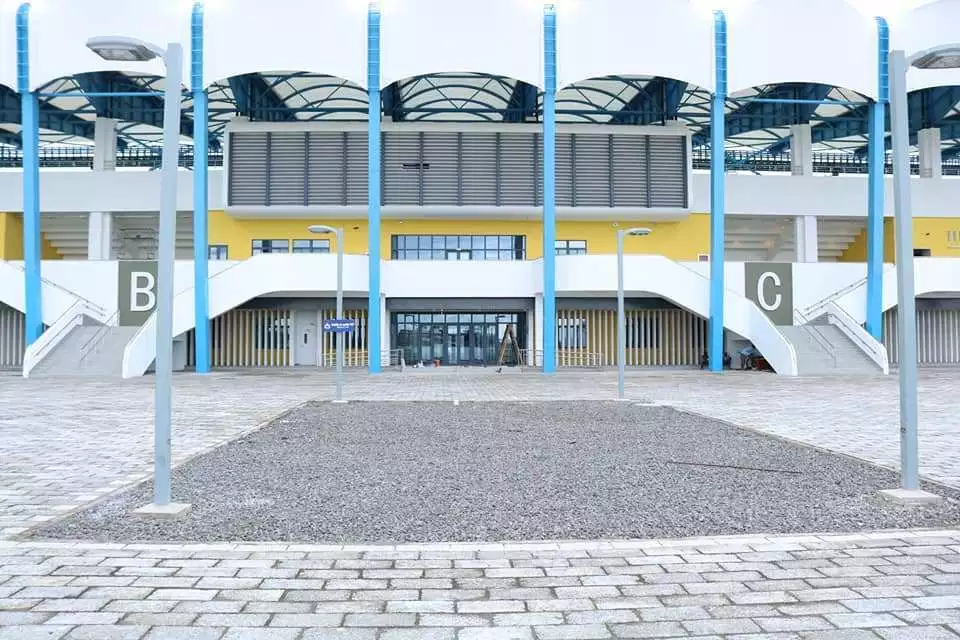
Entrada principal
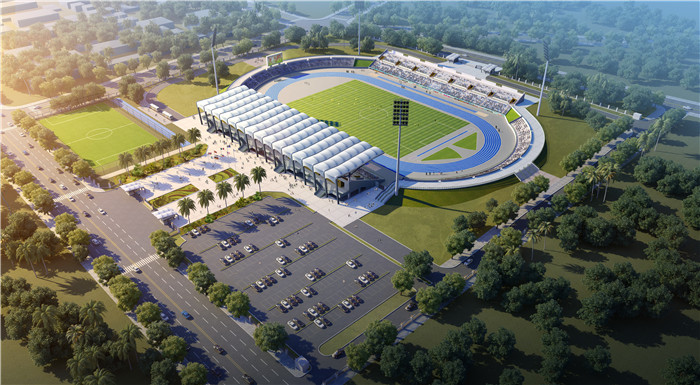
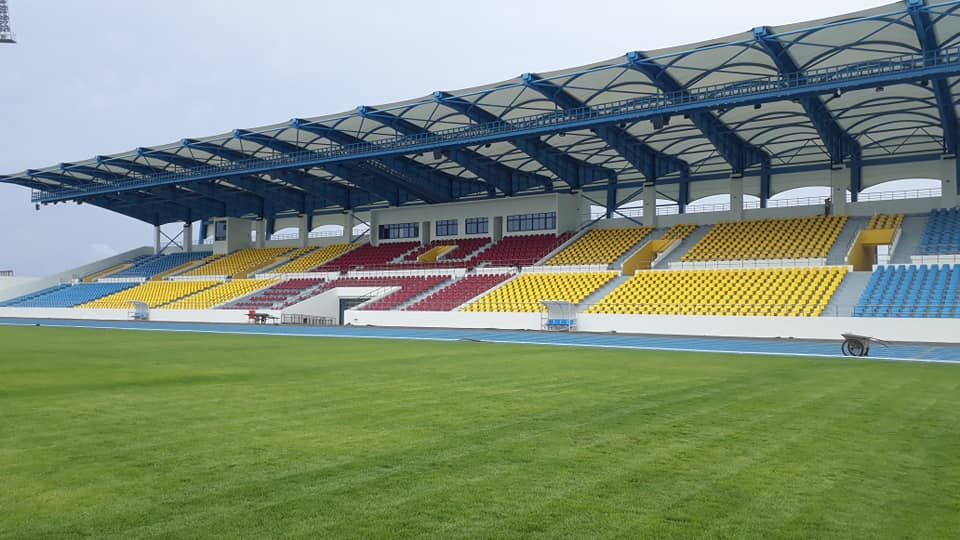
Tribuna principal